# Xã Niantic, Quận Macon, Illinois
Xã Niantic (tiếng Anh: Niantic Township) là một xã thuộc quận Macon, tiểu bang Illinois, Hoa Kỳ. Năm 2010, dân số của xã này là 842 người.